# Auguste Delaune
Auguste Alphonse Delaune (* 26. September 1908 in Graville-Saint-Sauveur, Département Seine-Inférieure; † 12. oder 13. September 1943 im Département Sarthe) war ein französischer Sportfunktionär und Angehöriger des kommunistischen Widerstands.

## Leben
Delaune betrieb als Jugendlicher neben seiner Berufstätigkeit als Schweißer selbst Sport (Crosslauf), engagierte sich in der Gewerkschafts- und auch schon frühzeitig in der Arbeitersportbewegung. Zudem war er in der kommunistischen Jugendorganisation (Jeunesse Communiste de France) aktiv. 1932 stieg er in das Generalsekretariat der Fédération Sportive du Travail (FST), des französischen Zweiges des Rotsports, auf. Nach dem Wahlsieg der Volksfront ernannte ihn der sozialistische Staatssekretär Léo Lagrange 1936 zum Mitglied des Obersten Sportrats (Conseil supérieur des Sports) Frankreichs.
Anlässlich der französischen Mobilmachung bei Ausbruch des Zweiten Weltkriegs zur Armee eingezogen, entkam er im Sommer 1940 aus der deutschen Einkesselung Dünkirchens, wurde mit dem Croix de guerre ausgezeichnet, Ende des Jahres aber als Kommunist von der Polizei des mit der deutschen Besatzungsmacht kollaborierenden Vichy-Regimes verhaftet. 1941 gelang es ihm, in den Untergrund abzutauchen. 1943 wurde Auguste Delaune nahe Le Mans erneut verhaftet und von deutschen Sicherheitskräften zu Tode gefoltert.

## Posthume Ehrungen
Nach der Befreiung des Landes wurde seiner auf vielfältige Weise in allen französischen Regionen gedacht. So benannte die Stadt Reims 1945 ihr Rad- und Fußballstadion, in dem die Spieler von Stade Reims ihre zahlreichen Erfolge feierten, nach ihm. Seinen Namen tragen auch etliche Straßen (beispielsweise in Alès, Saint-Denis und Valence), weitere Sportstätten, so ein Stadion in Le Mans und Schwimmsportzentren in Dieppe, Saint-Pol-sur-Mer und Saint-Ouen, in Bobigny ein Stadtquartier, eine Schule und eine Station der Straßenbahnlinie 1. Die FST-Nachfolgeorganisation Fédération Sportive et Gymnique du Travail (FSGT) nennt ihren Pokalwettbewerb bis in die Gegenwart Coupe Delaune. 1947 wurde Auguste Delaune zum Ritter der Ehrenlegion ernannt.